# Aiyura
Aiyura é um gênero de mariposa pertencente à família Crambidae.